# Yula Pozo
Yula Pozo (Ciudad de México, 30 de agosto de 1949) es una actriz y comediante mexicana de televisión.

## Carrera
Empezó su carrera como actriz en 1974 en la película La madrecita, protagonizada por la comediante María Elena Velasco, más conocida como "La India María". Luego debutó en televisión donde se destacó como comediante en series humorísticas como El show del Loco Valdés y Hogar dulce hogar; en esta última se mantuvo en el elenco durante toda su transmisión, desde 1974 a 1984. Trabajó en la telenovela dramática de 1985 de Valentín Pimstein, Vivir un poco, donde interpretó a una abnegada madre de familia humilde. A partir de aquí continuó con participaciones en telenovelas como Carrusel, Alguna vez tendremos alas, Preciosa, Locura de amor (su primera villana), Contra viento y marea y Palabra de mujer, entre otras.
Yula Pozo es madre de la también actriz Úrsula Montserrat. Tiene otros dos hijos: Christian y Salvador.
Actualmente se encuentra participando en la telenovela Un refugio para el amor, producción de Ignacio Sada Madero, en el papel de Estela.

## Filmografía

### Televisión
- Un refugio para el amor (2012) - Estela
- Palabra de mujer (2007-2008) - Rosa de Solano[3]
- Contra viento y marea (2005) - Tirsa
- CLAP (2003) - Juventina[4]
- El Rabo Verde (2003) - Juventina
- Locura de amor (2000) - Doris Quintana
- Preciosa (1998) - Fermina
- Alguna vez tendremos alas (1997) - Madre Josefina
- Lazos de amor (1995) - Eugenia
- La dueña (1995) - Armida
- Entre la vida y la muerte (1993)
- María Mercedes (1992) - Lucinda
- En carne propia (1990-1991)
- Carrusel (1989-1990) - Juanita "Fanny"
- El extraño retorno de Diana Salazar (1988) - Teresa[5]
- Rosa salvaje (1987-1988) - Lupe
- Vivir un poco (1985) - Honesta de Ramírez
- El circo de Capulina (1975) - Arabella
- Hogar dulce hogar (1974-1984)
- Detective de hotel (1973)
- Chucherías (1973)
- El show del Loco Valdés (1972)
- El Rabo Verde (1967-1968)

### Películas
- La madrecita (1974)[6]